# Jeu de boules aux Jeux olympiques de 1900
Le jeu de boules est au programme des Jeux olympiques de 1900, organisés dans le cadre de l'Exposition universelle de Paris. Bien qu'aucune distinction entre les différents sports ne soit faite sur le moment, le jeu de boules n'est ensuite pas considéré comme une discipline officielle par le Comité international olympique,.

## Organisation
Les épreuves de boules sont organisées au boulodrome de Saint-Mandé par Paul Champ, membre du Conseil de l'Union des sociétés françaises de sports athlétiques, et la Société de Saint-Mandé. Elles font partie de la section « Jeux athlétiques » des concours sportifs de l'Exposition universelle de 1900. Les prix distribués sont des espèces et objets d'arts dont la valeur ne dépasse pas 1 500 francs, alors qu'ils ont atteint 10 000 francs lors de concours organisés à Lyon et à Marseille. Les épreuves attirent plusieurs milliers de spectateurs,.

## Épreuves
Deux tournois sont disputés : la boule lyonnaise et la boule parisienne (ou jeu de berges). Cinquante-quatre quadrettes (216 joueurs), toutes françaises, y participent. Mouranchon, Clapier, Gaud et Bouvier de Lyon remportent la finale de la boule lyonnaise contre Carrier, Correiller, Billard et Jussel de Levallois sur le score de 21 à 11. Lougnol, Chevallier, Couffon et Guilloteau, de Saint-Mandé, bat l'équipe Schmitt lors de la finale de la boule parisienne sur le score de 9-1.